# Helen Fielding
Helen Fielding (ur. 19 lutego 1958 w Morley, w hrabstwie West Yorkshire, w Anglii) – angielska pisarka i dziennikarka. Przez wiele lat pracowała w Londynie jako dziennikarka prasowa i telewizyjna, podróżując do Afryki, Indii i Ameryki Środkowej. Zadebiutowała powieścią Potęga sławy, ale rozgłos przyniosły jej kolejne powieści: Dziennik Bridget Jones (1996) i W pogoni za rozumem (1999).
Helen Fielding jest współautorką scenariuszy do filmów Dziennik Bridget Jones (reż. Sharon Maguire) oraz Bridget Jones: W pogoni za rozumem, będących adaptacjami jej powieści.
Kolejną powieścią Helen Fielding jest Rozbuchana wyobraźnia Olivii Joules.

## Powieści
- 1994: Potęga sławy (Cause Celeb)
- 2004: Rozbuchana wyobraźnia Olivii Joules (Olivia Joules and the Overactive Imagination)

### Seria oBridget Jones
- 1996: Dziennik Bridget Jones (Bridget Jones’s Diary)
- 1999: W pogoni za rozumem: Dziennik Bridget Jones (Bridget Jones: The Edge of Reason)
- 2014: Bridget Jones: Szalejąc za facetem (Bridget Jones: Mad About the Boy)
- 2016: Dziennik Bridget Jones: Dziecko (Bridget Jones’s Baby: The Diaries)